# عشق خیلی الهی
عشق خیلی الهی (کره‌ای: 신부수업؛ انگلیسی: Love, So Divine) یک فیلم کمدی رمانتیک سال ۲۰۰۴ کره جنوبی و نخستین کارگردانی هو این مو است. در این فیلم ها جی‌وون و کوان سانگ وو ایفای نقش کردند. این فیلم در ۶ اوت ۲۰۰۴ در کره جنوبی منتشر شد و در سراسر کشور تعداد ۱٬۲۴۲٬۴۷۶ بلیت فروخت.